# Saint-Léger-Vauban
 Saint-Léger-Vauban   es una localidad y comuna francesa, situada en el departamento de Yonne en la región de Borgoña. 
A sus habitantes se les conoce en idioma francés por el gentilicio de léodégardiens.
Hasta el siglo XIX la comuna se denominó Saint-Léger-de-Foucherets; por ser el lugar de nacimiento de Vauban, por decreto de Napoleón III en 1867 se cambió el nombre al actual. 

## Demografía
| 693 | 599 | 509 | 489 | 394 | 440 |
| Para los censos de 1962 a 1999 la población legal corresponde a la población sin duplicidades (Fuente: INSEE [Consultar]) |     |     |     |     |     |

## Lugares de interés
- Abadía de la Pierre-Qui-Vire.
- Castillo de Ruère, presunto lugar de nacimiento de Vauban.
- Museo sobre Vauban.

## Personalidades relacionadas con la comuna
- Sébastien Vauban, mariscal de Francia.